# Martham
Martham – wieś i civil parish we wschodniej Anglii (Wielka Brytania), w hrabstwie Norfolk, w dystrykcie Great Yarmouth, położona na obrzeżu obszaru chronionego The Broads, na północny wschód od miasta Norwich i północny zachód od Great Yarmouth. W 2011 roku wieś liczyła 3405 mieszkańców
Wieś wspomniana została w Domesday Book (1086) pod nazwą Marcham/Martham.